# Oenochroma subcarnea
Oenochroma subcarnea là một loài bướm đêm trong họ Geometridae.